# Dekanat Tychy Nowe
Dekanat Tychy Nowe – jeden z 37 dekanatów katolickich w archidiecezji katowickiej. W jego skład wchodzą następujące parafie:
| Lp | Parafia                                          | Data powołania       | Proboszcz             | Adres                                     | Zdjęcie |
| -- | ------------------------------------------------ | -------------------- | --------------------- | ----------------------------------------- | ------- |
| 1  | Tychy Cielmice Narodzenia św. Jana Chrzciciela   | 10 kwietnia 1977     | ks. Piotr Wojszczyk   | ul. Targiela 145 43-100 Tychy             |         |
| 2  | Kobiór Wniebowzięcia Najświętszej Maryi Panny    | 1 kwietnia 1919      | ks. Damian Suszka     | ul. Rodzinna 11 43-210 Kobiór             |         |
| 3  | Tychy –Paprocany Najświętszego Serca Pana Jezusa | 28 maja 1957         | ks. Tomasz Maciąg     | ul. Paprocańska 160 43-100 Tychy          |         |
| 4  | Tychy – Żwaków Ducha Świętego                    | 21 sierpnia 1980     | ks. Dariusz Mazur     | ul. Myśliwska 43 43-100 Tychy             |         |
| 5  | Tychy św. Benedykta opata                        | 16 października 1999 | ks. Michał Psiuk      | ul. Nałkowskiej 19 43-100 Tychy           |         |
| 6  | Tychy św. Franciszka z Asyżu i św. Klary         | 16 maja 1996         | o. Emil Pacławski OFM | ul. Paprocańska 90 43-100 Tychy           |         |
| 7  | Tychy bł. Karoliny Kózkówny                      | 21 października 1990 | ks. Grzegorz Kolbiarz | ul. ks. J. Tischnera 50 43-100 Tychy      |         |
| 8  | Tychy św. Krzysztofa                             | 1 maja 1983          | ks. Szymon Kiera      | ul. kard. St. Wyszyńskiego 1 43-100 Tychy |         |
| 9  | Tychy św. Maksymiliana Marii Kolbe               | 18 listopada 1984    | ks. Marcin Wierzbicki | pl. Zbawiciela 1 43-135 Tychy             |         |